# Лично несъзнавано
В аналитичната психология личното несъзнавано е термин от Карл Юнг. То съвпада по описание с несъзнаваното при Фройд. Личното несъзнавано е в контраст на колективното несъзнавано. Често е обяснявано от него като „Ничия земя“, личното несъзнавано е разположено в края на съзнанието между два свята: „външния или пространствен свят и вътрешния или психичен обективен свят“ (Ellenberger, 707). Личното несъзнавано включва всичко, което не е представено съзнателно, но може да бъде. Личното несъзнавано е изградено основно от съдържания, които в някакво време са били съзнателни, но са изчезнали от съзнанието чрез забравяне или потискане. Личното несъзнавано е като разбиране на повечето хора за несъзнателното за спомени, които лесно могат да бъдат спомнени и такива, които са потиснати по някаква причина. Теорията на Юнг за личното несъзнавано е много подобна на Фройдовата идея за създаването на регион, съдържащ личностни потиснати, забравени и пренебрегнати преживявания. Обаче Юнг смята, че личното несъзнавано е „повече или по-малко повърхностен слой на несъзнаваното“.